# دختران رادیوم

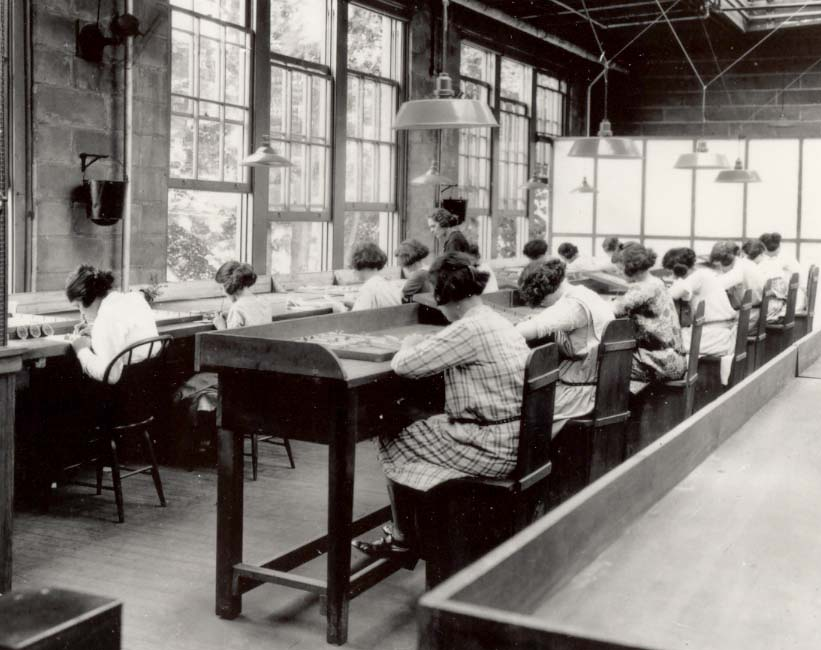
نقاشان زن یا دختر رادیوم که در یک کارخانه کار می‌کردند

دختران رادیوم (به انگلیسی: Radium Girls) کارگران زنی بودند که دچار مسمومیت پرتوی برای تماس با رنگ خوددرخشان ساعت‌های مچی شدند. این رنگ کردن توسط زنان در سه کارخانه مختلف در شرکت رادیوم ایالات متحده انجام می‌شد و این اصطلاح اکنون در مورد زنان مشغول به کار در این مراکز گفته می‌شود. مرکز اول در اورنج، نیوجرسی (آغاز به‌کار از حدود سال ۱۹۱۷)، دومی در اوتاوا، ایلینوی (آغاز به‌کار از اوایل دهه ۱۹۲۰) و سومی در واتربوری ، کنتیکت تأسیس شدند.
به زنان در این مراکز گفته شده بود که این رنگ بی‌ضرر است، و پس از آنکه به آنها دستور داده شد «براش» را روی لب خود بکشند تا نوک این براش‌ها بهتر شود آنها مقادیر زیادی رادیوم را وارد بدنشان کردند. برخی از آنها همچنین ناخن‌ها، صورت و دندان‌های خود را با ماده درخشان رنگ می‌کردند. به خانمها دستور داده شد که قلم موهای خود را به این روش خیس کنند، زیرا استفاده از دستمال یا آبکشی باعث می‌شد تا از زمان و مواد بیشتری استفاده شود. این مواد از پودر رادیوم، صمغ عربی و آب تهیه شده بودند.
۵ نفر از زنان شاغل در نیوجرسی، کارفرمایان خود را با ارائه شکایت‌هایی در زمینه آسیب‌های ناشی از بیماری‌های شغلی تحت تعقیب و پیگرد قانونی قرار دادند. با این همه، در سال ۱۹۲۸، ۵ کارمند زن دیگر نیز، با اتکا به قانون ایلینوی از کارفرمای خود شکایت کردند و سرانجام، در سال ۱۹۳۸ دعاوی ایشان به ثمر نشست و برنده خسارت شدند.

## نگارخانه

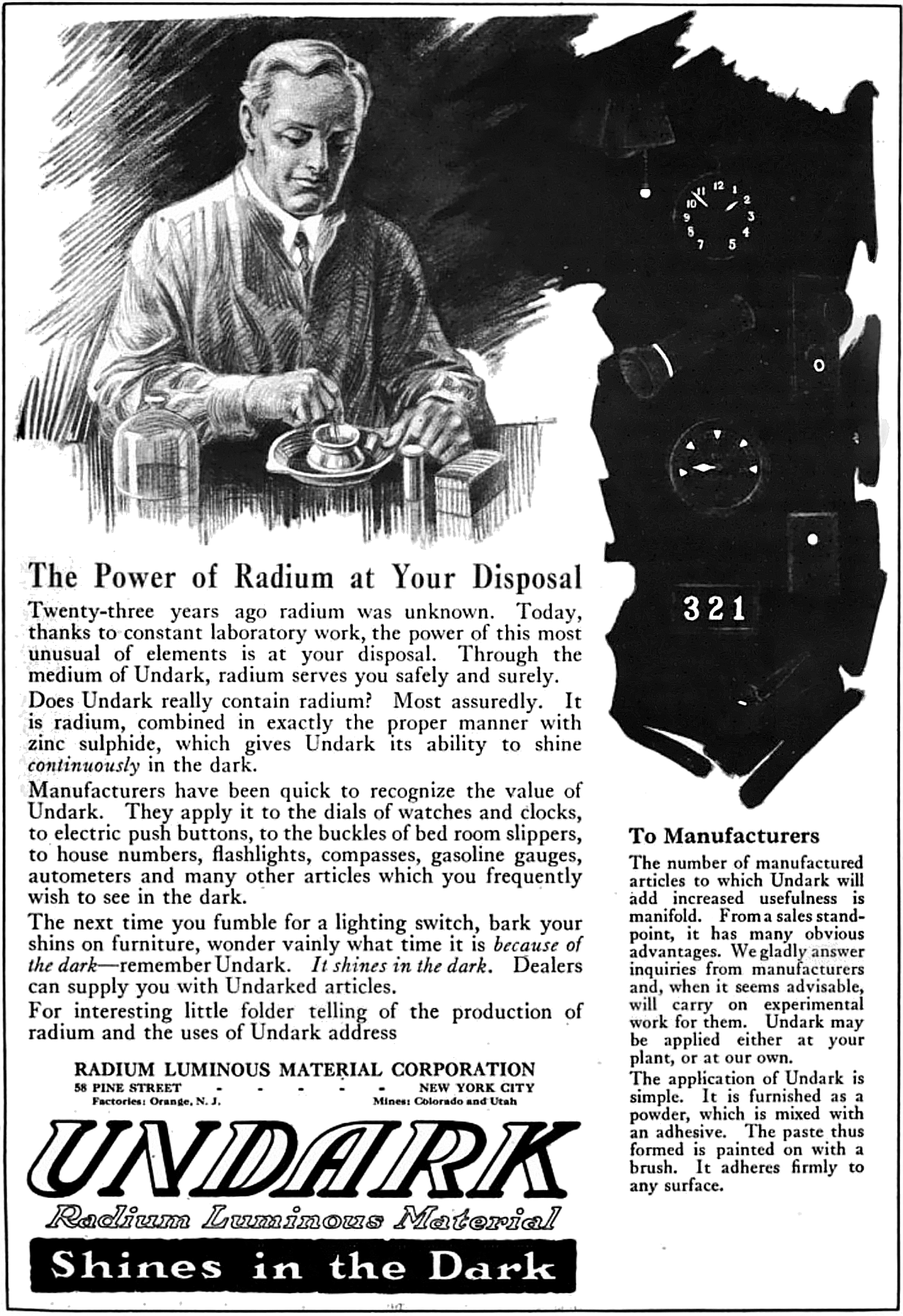
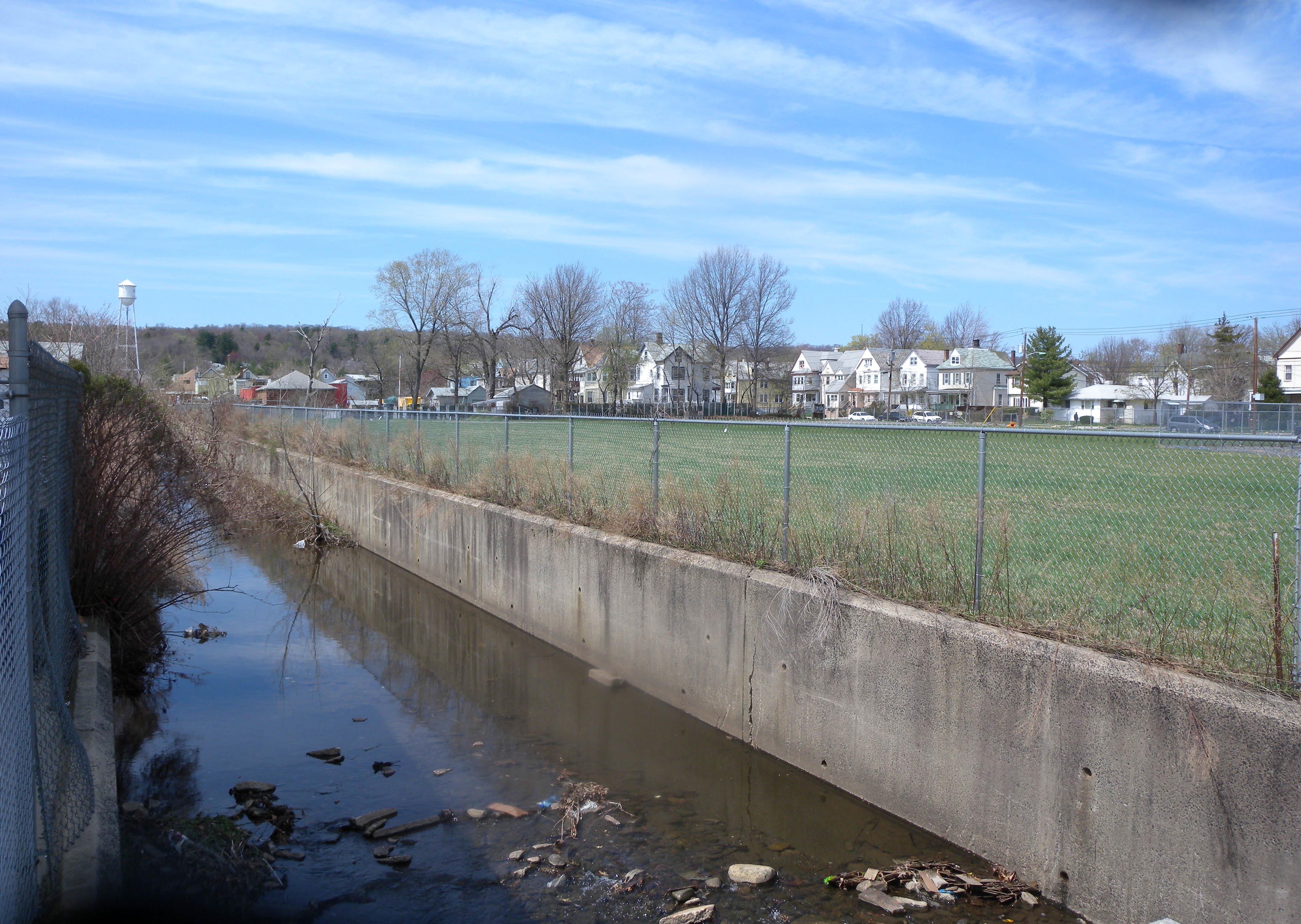